# Pseudomelina apicalis
Pseudomelina apicalis är en tvåvingeart som beskrevs av Malloch 1933. Pseudomelina apicalis ingår i släktet Pseudomelina och familjen kärrflugor. Inga underarter finns listade i Catalogue of Life.